# Dobrovac
Dobrovac (1880-ig Dobrovača) falu Horvátországban Pozsega-Szlavónia megyében. Közigazgatásilag Lipikhez tartozik.

## Fekvése
Pozsegától légvonalban 44, közúton 56 km-re nyugatra, községközpontjától légvonalban és közúton 3 km-re nyugatra, Nyugat-Szlavóniában, a Pakra jobb partján fekszik. Keletről Lipik, északról Klisa, nyugatról Jagma, délről Subocka falvak határolják. A településen halad át a Lipiket és Pakrácot Kutenyával és Novszkával összekötő főút, valamint a Banova Jaruga-Pakrác-Daruvár vasútvonal. Vasútállomása van.

## Története
A régészeti leletek tanúsága szerint területe már a kőkorszak óta lakott volt. A Kutenya-Dobrovac gázfővezeték építése során három jelentős régészeti lelőhely került feltárásra a település határában. A legrégibb leletek a településtől nyugatra egy délkelet-északnyugati irányú, enyhén déli irányban, a Pakra völgye felé lejtő dombháton kerültek elő, melyet keletről és nyugatról vízfolyások szegélyeznek. Közülük a nyugatit Hajdukovacnak nevezik. A Kućište nevű dűlőben fekvő lelőhely később a Kućište I. nevet kapta. Az itt talált cseréptöredékeket a szakemberek a neolitikum, a vaskor és a középkor idejére keltezték. Ez azt jelenti, hogy ezekben az időszakokban itt emberi település volt. Tőle nem messze található a Kućište II. lelőhely bronzkori és vaskori leletekkel, melyek között főként cseréptöredékek találhatók. A lelőhelyet a keleti oldalon a Lipik-Novszka főút szeli át. Vaskori és középkori cseréptöredékeket találtak a nyugatról a Dobrovac, keletről a Hajdukovac-patak által határol Dabrovica nevű lelőhelyen is.
A mai település a 19. század első felében keletkezett a pakráci uradalom területén Dobrovača néven a Pakra mellékvize, a Dobrovac-patak partján. Akkori ura a Jankovich család német, magyar és cseh telepeseket hozatott ide az uradalom földjeinek megművelésére. A második katonai felmérés térképén még kolóniaként szerepel. A településnek 1869-ben 110, 1910-ben 402 lakosa volt. 1910-ben a népszámlálás adati szerint lakosságának 39%-a német, 32%-a magyar, 16%-a cseh, 6%-a horvát anyanyelvű volt. Pozsega vármegye Pakráci járásának része volt. Az első világháború után 1918-ban az új szerb-horvát-szlovén állam, majd később (1929-ben) Jugoszlávia része lett. 1991-ben lakosságának 60%-a horvát, 28%-a szerb nemzetiségű volt. A délszláv háború idején 1991. október 12-én szállták meg a szerb erők. A horvátok házait, a templomot és az iskolát felgyújtották. Az Orkan-91 hadművelet keretében 1991. december 9-én foglalta vissza a horvát hadsereg. A szerb lakosság elmenekült. 2011-ben a településnek 358 lakosa volt.

## Lakossága
| Lakosság változása | Lakosság változása | Lakosság változása | Lakosság változása | Lakosság változása | Lakosság változása | Lakosság változása | Lakosság változása | Lakosság változása | Lakosság változása | Lakosság változása | Lakosság változása | Lakosság változása | Lakosság változása | Lakosság változása | Lakosság változása |
| ------------------ | ------------------ | ------------------ | ------------------ | ------------------ | ------------------ | ------------------ | ------------------ | ------------------ | ------------------ | ------------------ | ------------------ | ------------------ | ------------------ | ------------------ | ------------------ |
| 1857               | 1869               | 1880               | 1890               | 1900               | 1910               | 1921               | 1931               | 1948               | 1953               | 1961               | 1971               | 1981               | 1991               | 2001               | 2011               |
| 0                  | 110                | 179                | 385                | 395                | 402                | 397                | 402                | 331                | 329                | 322                | 496                | 624                | 663                | 446                | 358                |

## Nevezetességei
Jézus szíve tiszteletére szentelt római katolikus kápolnáját a második világháború után építették. 1991. szeptember 30-án a falut elfoglaló szerb csapatok súlyosan megrongálták, majd teljesen lerombolták. Ma egy fából ácsolt harangláb áll a helyén.

## Kultúra
A helyi hagyományokat, népszokásokat a LIDO Dobrovac kulturális egyesület ápolja, mely az egyházi és állami ünnepeken szervez rendezvényeket a településen. Említésre méltó a farsang idején megrendezett „Dobrovačke maškare” nevű jelmezes felvonulás és Szent Iván napján megtartott „Ivanjski krijesovi” nevű tűzünnep, amikor nagy máglyákat gyújtanak és a fiatalok a tűzugrást gyakorolják. Nevezetes ünnepek még a Húsvét, a Karácsony és Szent Miklós ünnepe, melyek mindig nagyszámú közönséget vonzanak.

## Oktatás
A településen a lipiki elemi iskola négyosztályos alsótagozatos iskolája működik. Az iskolát 1975-ben építették. A délszláv háború idején 1991-ben a szerbek felgyújtották és tetőszerkezete megsemmisült. A háború után újjáépítették. Ma két tanteremben folyik az oktatás. 

## Sport
NK Dobrovac labdarúgóklubot 1976-ban alapították.

## Egyesületek
DVD Dobrovac önkéntes tűzoltóegyletet 1925-ben alapították. Ma 32 aktív tagot számlál.